# Устьинский проезд
У́стьинский прое́зд — проезд в Таганском районе Центрального административного округа города Москвы. Проходит от улицы Солянка и Яузской улицы на севере до Большого Устьинского моста на юге. Нумерация домов ведётся от улицы Солянка. Проезд соединяет Бульварное кольцо с Замоскворечьем. Проходит вдоль площади Яузские Ворота.

## Происхождение названия
Назван по расположению вблизи устья Яузы. Проезд известен с XIX века.

## Здания
Единственный дом, в настоящее время имеющий адрес по Устьинскому проезду — № 2/14, в нём размещается НИИ питания Российской академии медицинских наук. 

Это здание постройки 1780 года являлось частью комплекса Воспитательного дома, учреждённого по инициативе президента Российской академии художеств и шефа Сухопутного шляхетского кадетского корпуса И.И. Бецкого и одобренного Екатериной II. Государыня с наследником Павлом Петровичем была первая вкладчица: она единовременно пожаловала Воспитательному дому 100 тысяч рублей. Денежный взнос сделал известный французский философ-энциклопедист Дени Дидро. Большой вклад в строительство внесла династия знаменитого заводчика Демидова.

## Общественный транспорт

### Трамвай
- Трамваи: А, 3, 39

### Автобус
- Автобусы: 538, н8